# ماویلمادا
ماویلمادا (به لاتین: Mawilmada) یک منطقهٔ مسکونی در سری‌لانکا است که در استان مرکزی (سری‌لانکا) واقع شده‌است.